# Hvar (unidad de autogobierno)
Hvar es una unidad de autogobierno local ubicada en la isla homónima, en el condado de Split-Dalmacia, Croacia. Incluye, además de su ciudad cabecera, a las aldeas de Brusje, Jagodna, Malo Grablje, Milna, Sveta Nedjelja, Velo Grablje y Zaraće, con sus respectivos ejidos. Tiene una superficie total de 75.5 km².

## Historia
El primer asentamiento conocido se encuentra dentro de la actual ciudad de Hvar. Fue establecido por los ilirios, en el primer milenio a. C..

## Geografía
El distrito posee diversas playas, distribuidas en toda su costa. Al interior, en el territorio que rodea a las cabeceras, como emergente de macizos sumergidos, en el paisaje predominan áreas rocosas, entre las que se han establecido olivares, viñedos y campos de lavanda. Las mayores alturas orillan los 400 m s.n.m..

## Demografía
En el censo 2011 el total de población del distrito fue de 4251 habitantes, distribuidos en las siguientes localidades y sus respectivos ejidos:
- Brusje - 194
- Hvar - 3771
- Jagodna - 30
- Malo Grablje - 0
- Milna - 104
- Sveta Nedjelja - 131
- Velo Grablje - 7
- Zaraće - 14

| Gráfica de población del distrito Hvar 1857-2011                    |
|                                                                     |
| Según los censos de población de la oficina estadística de Croacia. |

La gráfica de la evolución histórica de la cantidad de habitantes del distrito, comparada con la de la ciudad cabecera, demuestra cómo se han ido despoblando las aldeas rurales cercanas, y la población se ha ido concentrando en la capital. Llega a tal punto este fenómeno, común a muchos estados europeos, que algunos lugares, como Malo Grablje, han sido abandonados.